# 東急2000系電車
東急2000系電車（とうきゅう2000けいでんしゃ）は、1992年（平成4年）に導入した東急電鉄の通勤形電車である。
本項では2000系電車のほか、同系列を改造した9020系電車についても記述する。
本項では個別の編成を示す際には渋谷・押上・大井町方先頭車の車両番号で代表する（例：2001F）。

## 概要
2000系は田園都市線の輸送力増強のため導入され、1992年（平成4年）3月に営業運転を開始した。東急車輛製造で10両3編成が製造されている。なおこのうち2003Fは付随車のない8両編成で落成し、一時的に東横線で運用されていた。2018年度に編成を組み替えて5両3編成とする改造が行われ、以降は9020系として大井町線で運用されている。
1986年（昭和61年）に登場した9000系をベースに設計され、帝都高速度交通営団（現・東京地下鉄）半蔵門線乗り入れへの対応、客室内の改良、乗り心地の向上などが図られた。また、設計に当たっては「より良い居住性」「運転操作性の向上」「省エネルギー化」「保守性の改善」などの9000系からの基本理念に加え「人にやさしい車両」を目指している。
当時の東急電鉄では車両寿命を40年から50年程度とする方針の下で車両の更新を行っていたため、東急における旅客営業用電車の製造は本形式導入後、1999年（平成11年）に登場した3000系まで途絶えることになった。

## 車両概説

### 車体

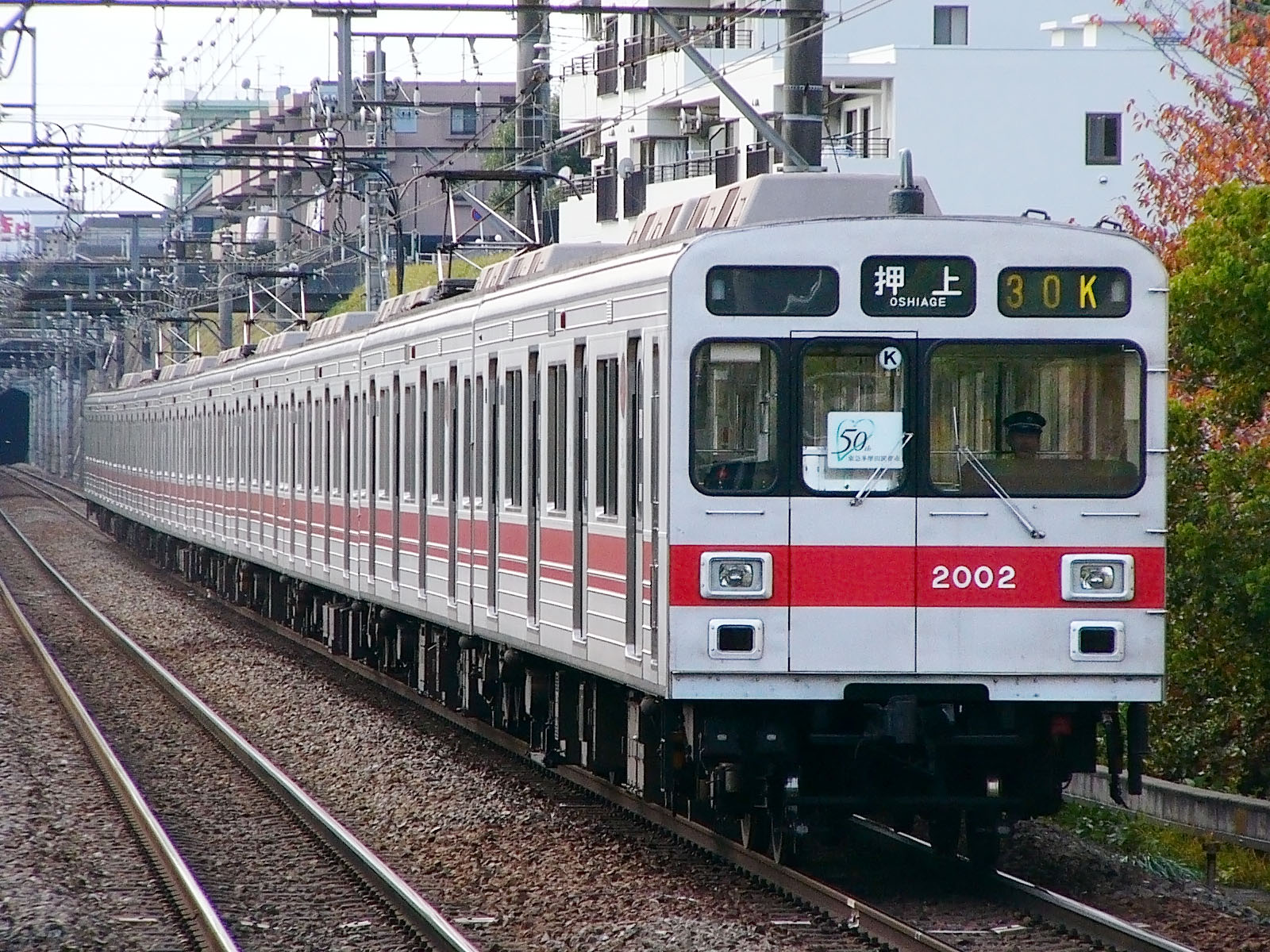
スカート設置前の2000系2002F
（2003年11月22日 つきみ野駅）

9000系と同一のステンレス鋼製20m4扉車体を採用した。これは車両設計費の低減や構体・扉・窓などの部材を共通化することで予備品の低減、さらに運転操作や検修時の取り扱いの統一・標準化を図ることが目的である 。前面と側面には東急のコーポレートカラーである赤色のラインカラーを巻く。
前面も9000系と同一の非常口貫通式としており、非常用の梯子が設置してある。当初は小形であったが、後年に大形のものへと交換した。2005年（平成17年）1月に3編成すべてにスカートを設置した。
行先表示器は字幕式であったが、2003Fは営業運転開始前後に3色LED式に交換された。その後2004年度に2003F、2006年度に残る2編成が5000系列等のようにフルカラーと白色の表示器に交換された。このとき交換された2003Fの種別表示器は8500系と同じ小型のものであったが、2001F・2002Fの交換後にこれらと同じものへ再度交換されている。
この前面の表示器の横には急行灯があり、優等列車として運転される際に点灯していたが、2002年（平成14年）4月より使用が停止され、前述の表示器フルカラー化に際して撤去された。
冷房装置は1000系1006F以降と同一の東芝製集約分散式で、11.6 kW (10,000 kcal/h) 容量のRPU-2214Cを搭載する。1両につき4台である点は従来車と同じだが、本系列では車体全長にダクトを配することで装置の配置が変更されている。2台を寄せ1群として連続したカバーに収めたものを、車体中央に寄せて2群配置したものとなり、これまでパンタグラフ搭載車のみ異なっていた配置が全車種で共通化された。冷房制御方式は1000系で実績のあるインバータによる能力可変制御を採用し、快適性の向上を図っている。
このほか雑多なものとして、車体側面には車外スピーカーを搭載、3号車にあたるデハ2200形の妻面と床下には半蔵門線用の誘導無線アンテナと無線送受信機本体を搭載している。また後年の改造で連結部への転落防止幌の設置や黄色テープの貼付、前照灯のLED化などが行われた。

### 内装
基本的には9000系に準じた仕様となっているが、冷房ダクトを用いた冷風拡散方式や、網棚の端を延長して物を載せやすくした形状などは1000系に準拠したものとなっている。また、従来客室壁に取り付けていた消火器は収納カバーに収めるように変更した。客室はすべてロングシート（1人の掛け幅は440 mm）配置である。各車上り方に貫通扉と優先席（上り方先頭車の優先席は下り方）がある。田園都市線の混雑に配慮して、天井補助送風機の台数が9000系より増強された（先頭車9台、中間車10台）。
なお、一部車両において、「快適な空間づくり」を目指して在来各系列では見られなかったアイデアを試験的に施している。これは今後の通勤電車の内装のモデルケースとしての意味合いもある。
2001F・2002Fのうち3・9号車（デハ2201・2202・2401・2402号）で試験採用され、後の2003Fでは一部改良の上で全面的に採用された。
- 3・9号車（8両編成時には3・7号車）の車端部に車椅子スペースを設置（いずれも上り方、山側。非常通報器がないため、後のフリースペースに相当する）。
- 7人掛けロングシートの仕切部にスタンションポール（縦握り棒）を新設。1次車では2種類の形状で比較試験が行われ、3号車は仕切の上に、9号車は仕切の前に立つ形態とされた。2003Fでは後者を採用。
- 7人掛けロングシート下部の蹴込み板を後退させ、足下のスペースを拡大（車端部は従来のまま）。
- 座席に柄付きモケットを採用。赤と黄色ベースにそれぞれ2種類のデザインが採用され、1次車では3号車がストライプ、9号車が花柄とされた。2003F（8両編成）では奇数号車が花柄、偶数号車がストライプとされた。後に4号車（ストライプ）・7号車（花柄）を増結し10両化しており、モケットの順番が不規則となっている。
- カーテンに東急沿線の名所である横浜ベイブリッジ・渋谷109・旧田園調布駅舎をデザイン。
- 貫通扉窓の形状を変更（三角形の窓を点対称に2枚配置）。
- 禁煙表示と消火器表示などの車内表示をピクトグラム化。

なお、モケットとカーテンは、後に従来車と同じ無地のものへ交換された。また本系列の製造と同時期に更新工事を実施していた7600系や8000系では本系列の意匠が取り入れられている。
落成時から自動放送装置を搭載しており、田園都市線のみならず乗り入れ先の半蔵門線でも自動放送を実施している。また前述の車外スピーカーにおいては車掌の操作で当時の営団と同じ仕様の「扉が閉まります。ご注意ください」という乗降促進放送を流すことができる。
2003年（平成15年）8月から2004年（平成16年）3月にかけて、側引戸の鴨居部にLED式2段表示の車内案内表示器とドア開閉を予告する表示灯を千鳥配置で設置した。ともにドアチャイム用のスピーカーを内蔵している。また2005年3月より携帯電話マナー周知のため、優先席のつり革をオレンジ色へ変更（三角形の新品へ交換）するとともに、付近の壁にオレンジ色のシートを貼り付けた。

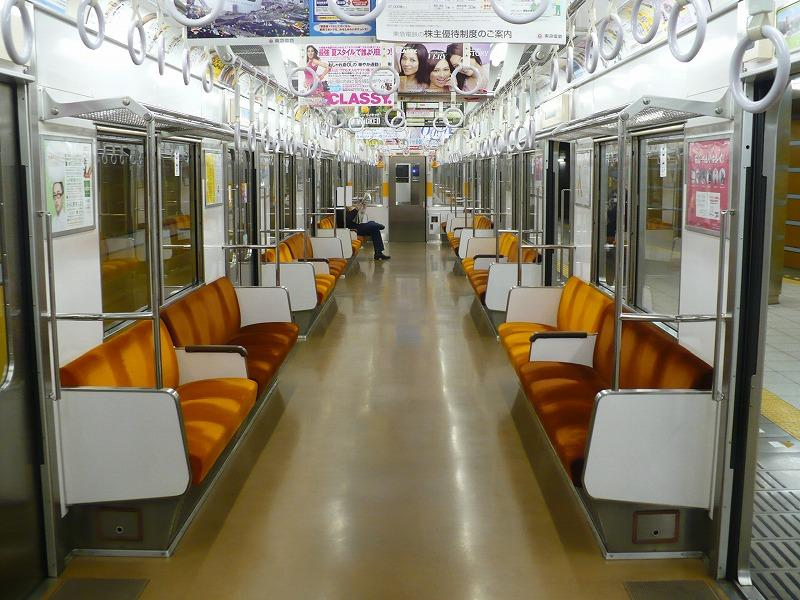
1次車の車内（デハ2251） 9000系と類似する。
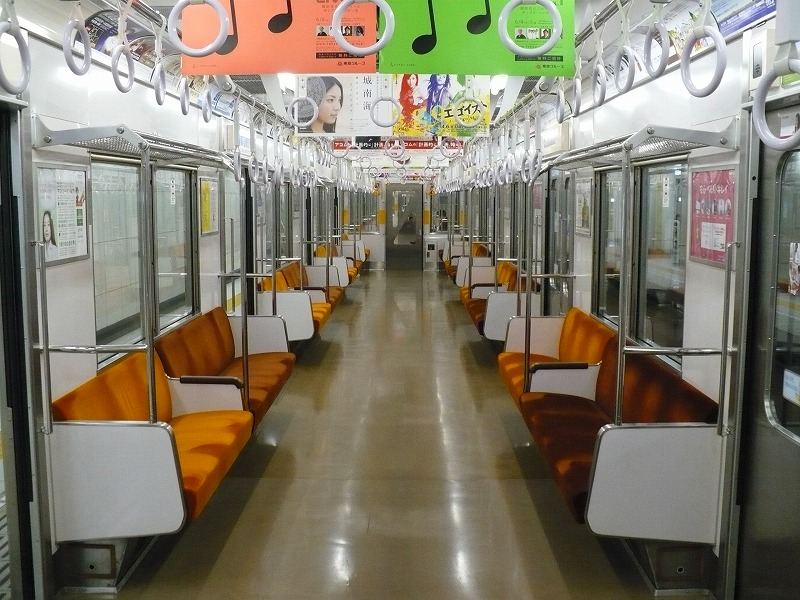
2003Fの車内
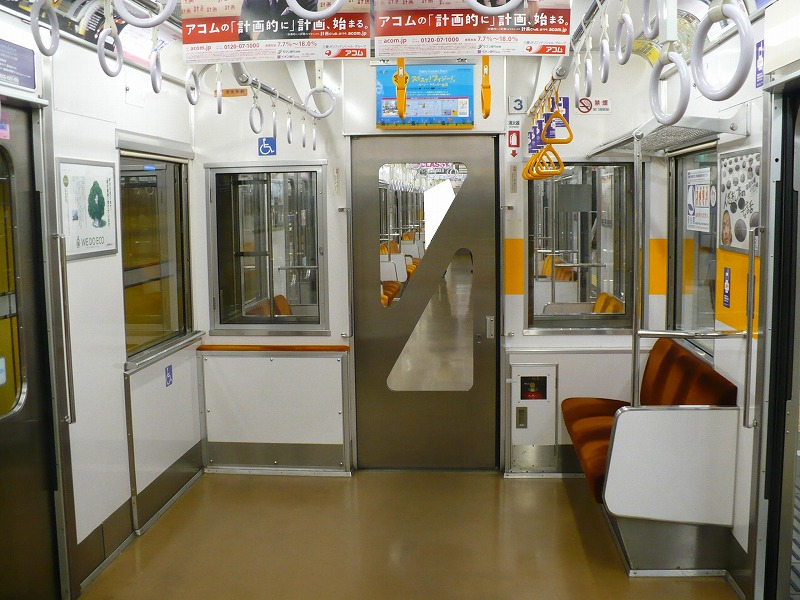
3号車の上り方車端部（デハ2201） 左側に車椅子スペースを備える。
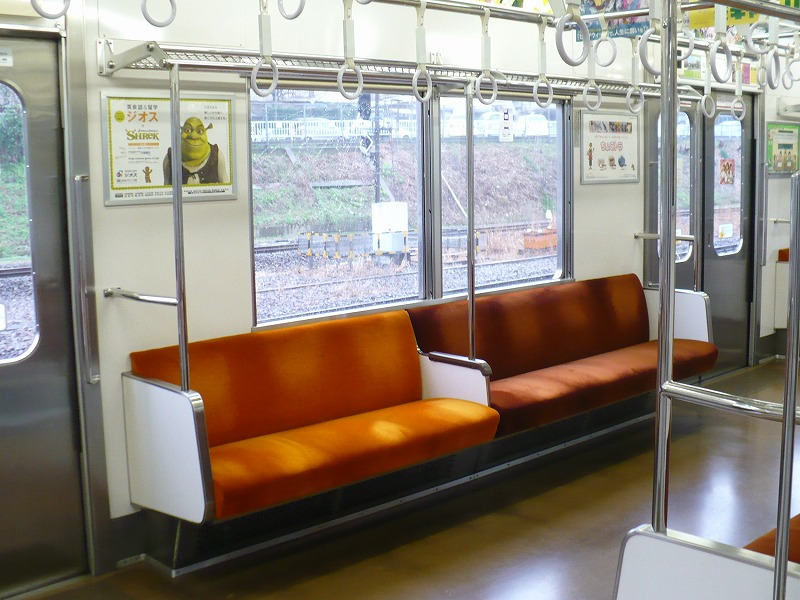
1次車・3号車の座席（デハ2201） 縦握り棒は仕切の真上に立つ。
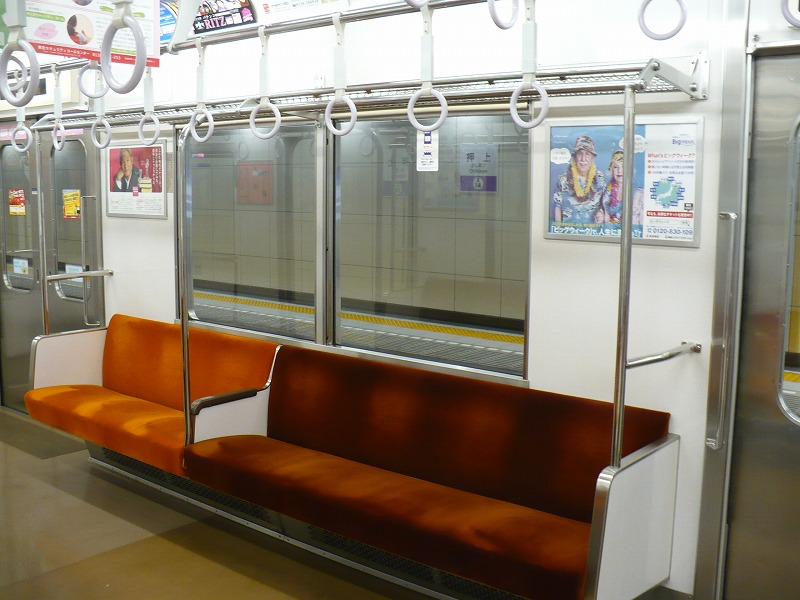
2003Fの座席 縦握り棒は仕切りの手前に立つ。1次車の9号車も同形状。

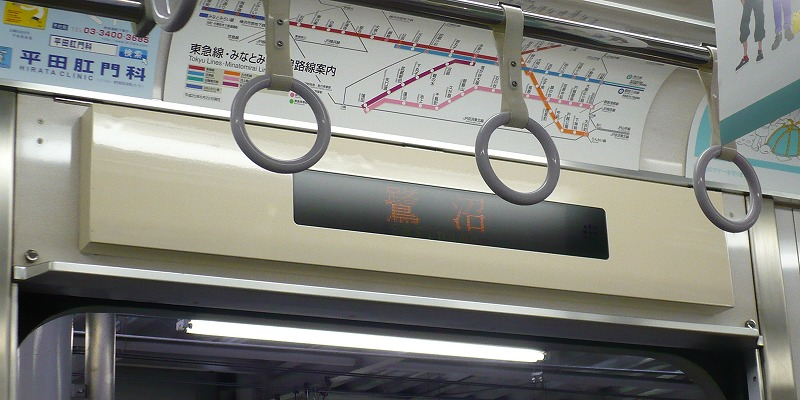
車内案内表示器。停車中で駅名を1段表示中
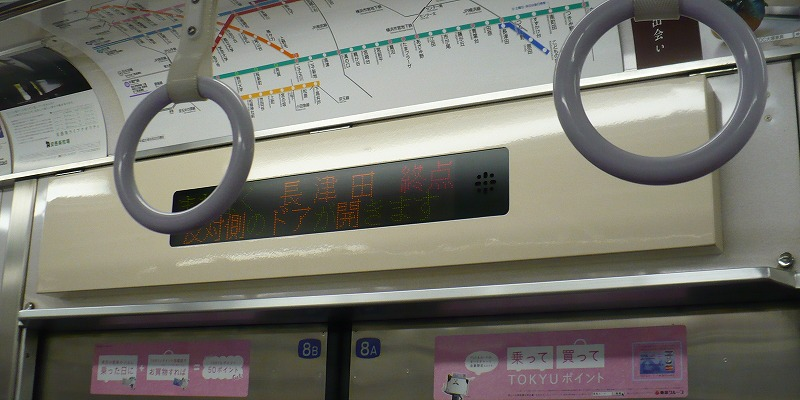
車内案内表示器。写真では2段で案内を表示している
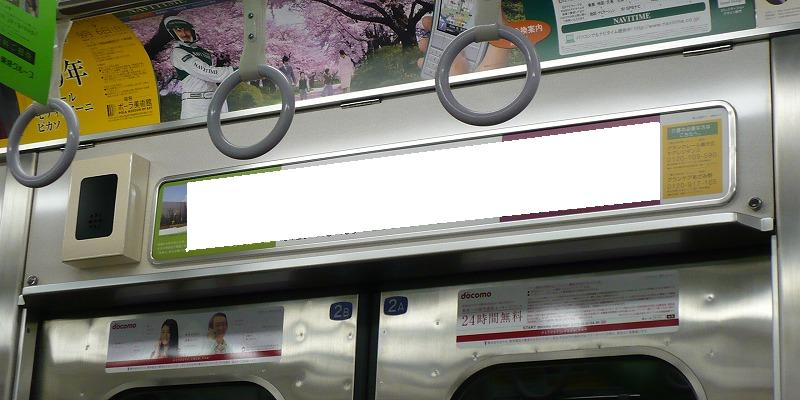
案内表示器の反対側のドア上部。左側の黒い箱状のものがドア開閉予告表示灯である

### 乗務員室
乗務員室についても乗務員が取り扱う機器を統一するため、9000系と基本的に大きな変更はない。本系列では左側の壁に半蔵門線用の誘導無線の送受話器がある。乗務員室内はアイボリー色、運転台計器盤はつや消し茶色のカラースキームを採用している。主幹制御器の操作部はT字形ワンハンドルマスコンとし、デッドマン装置を備える。フロントガラスの日除けにはロール式のカーテンが設置してある。また、後年に非常扉部にもカーテンが追加された。
乗務員室仕切りは前面窓と同じ配置で仕切窓が3枚あり、そのうち客室から見て左側2枚の窓には遮光幕を設置するが、遮光幕は一般的なロールアップ式ではなくアルミ製・板状のものである。
車掌スイッチは当初は機械式であったが、2007年（平成19年）に間接制御式（リレー式）に交換された。

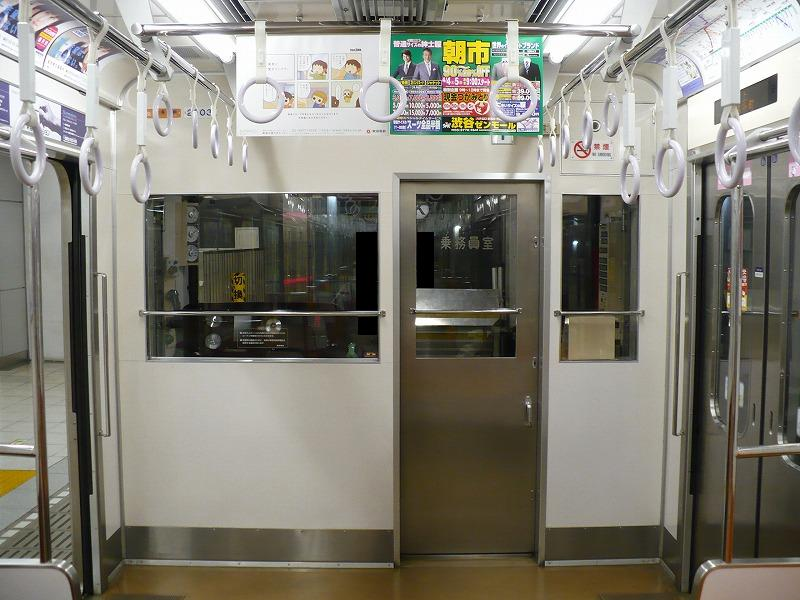
乗務員室背面仕切部
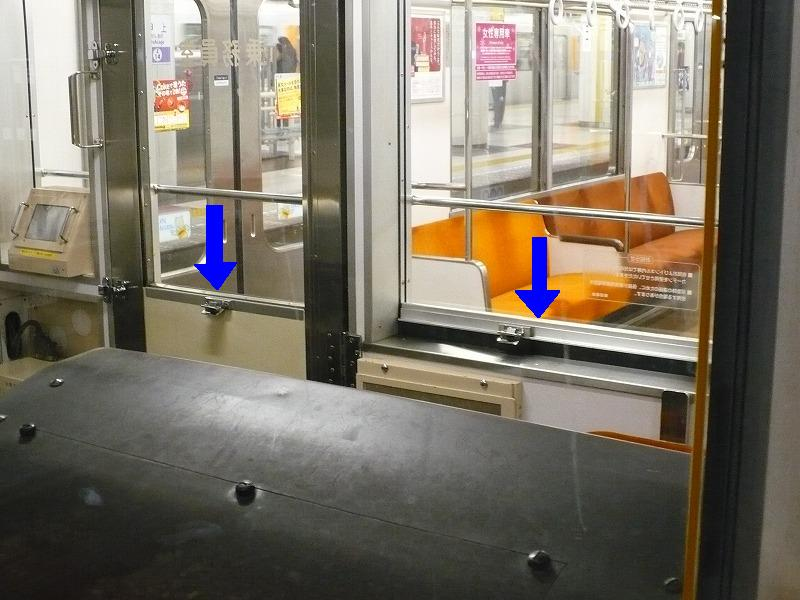
仕切窓の下降式遮光板 下から引き出して使用する。

### 走行機器
GTO素子を用いた日立製作所製VVVFインバータ制御装置（VFG-HR1820D）を採用、1台の制御器で2両分8個のモーターを制御する1C8M制御方式である。M1車に搭載し、隣のM2車とユニットを組む。主電動機はTKM-92形かご形三相誘導電動機（出力170 kW、端子電圧1,100 V、電流115 A、周波数64 Hz、回転数1,860 rpm）である。集電装置は剛体架線に対応した菱形パンタグラフ（PT44S-D-M形）であり、9000系と同一品である。M1車の上り方に各1台、編成で3台搭載する。
補助電源装置は東芝製のGTO素子による静止形インバータ (SIV) である。容量170 kVAの装置を編成で3台、各M2車に搭載している。三相440 V出力のインバータに加え、変圧器と整流装置によってAC200 V、DC100 V、DC24Vを各車へ給電する。蓄電池も各M2車に搭載しており、100Vと24V（いずれも30Ah）を一体の箱に収めたものを基本とするが、デハ2350形のものは100Vのみとなる。
空気圧縮機 (CP) はレシプロ式低騒音形のHS20-1形を編成で4台、各M2車とT1車に搭載している。
ブレーキ装置は回生ブレーキを併用したアナログ指令式の全電気指令式空気ブレーキで、ATCの連動式である。また、ブレーキ制御には遅れ込め制御を併用している。
台車は円筒積層ゴム式軸箱支持によるボルスタレス台車で、形式は電動台車がTS-1010、付随台車がTS-1011である。9000系から採用している台車を基本に軸箱支持装置などを改め、高速時の乗り心地を向上させた。基礎ブレーキは電動車が片押し式踏面ブレーキ、付随車はディスクブレーキとしている。この台車については本系列登場前の1991年（平成3年）3月から6月にかけて、試作台車（TS-1009）による走行試験を9000系クハ9015号にて実施、問題がないことを確認している。
現在の保安装置はいずれも東急線・東京メトロ用のATC装置を搭載している。

### 編成表
|          | ← 押上・渋谷中央林間 → | ← 押上・渋谷中央林間 → | ← 押上・渋谷中央林間 → | ← 押上・渋谷中央林間 → | ← 押上・渋谷中央林間 → | ← 押上・渋谷中央林間 → | ← 押上・渋谷中央林間 → | ← 押上・渋谷中央林間 → | ← 押上・渋谷中央林間 → | ← 押上・渋谷中央林間 → | 区分               | 製造年                       |
| 号車     | 1                      | 2                      | 3                      | 4                      | 5                      | 6                      | 7                      | 8                      | 9                      | 10                     | 区分               | 製造年                       |
| パンタ   |                        |                        | ◇                      |                        |                        | ◇                      |                        |                        | ◇                      |                        | 区分               | 製造年                       |
| 形式     | クハ2000 （Tc2）       | デハ2250 （M2）        | デハ2200 （M1）        | サハ2700 （T2）        | デハ2350 （M2）        | デハ2300 （M1）        | サハ2800 （T1）        | デハ2450 （M2）        | デハ2400 （M1）        | クハ2100 （Tc1）       | 区分               | 製造年                       |
| 車内設備 | 女性専用車             | 弱冷房車               | ♿︎                     |                        |                        |                        |                        |                        | ♿︎                     | 女性専用車             | 区分               | 製造年                       |
| 搭載機器 |                        | SIV,CP,BT2             | VVVF2,IR               |                        | SIV,CP,BT1             | VVVF2                  | CP                     | SIV,CP,BT2             | VVVF2                  |                        | 区分               | 製造年                       |
| 車号     | 2001 2002              | 2251 2252              | 2201 2202              | 2701 2702              | 2351 2352              | 2301 2302              | 2801 2802              | 2451 2452              | 2401 2402              | 2101 2102              | 1次車              | 1992.03.26                   |
| 車号     | 2003                   | 2253                   | 2203                   | 2703                   | 2353                   | 2303                   | 2803                   | 2453                   | 2403                   | 2103                   | 2次車 3次車 (下線) | 1993.02.03 1993.11.17 (下線) |

凡例
VVVF2：主制御器（1C8M）、SIV：補助電源装置（静止形インバータ）、CP：空気圧縮機、BT2：蓄電池（100V・24V）、BT1：蓄電池（24V）、IR：誘導無線装置、◇：集電装置（菱形パンタグラフ）、♿︎：車椅子スペース（山側）

## 大井町線転属へ向けた動き
2003Fのうち付随車を除く8両に対し、2017年5月から2018年3月にかけて、長津田車両工場にて機器更新と内装リニューアル工事を施工した。
- VVVFインバータ制御装置をSiC-MOSFET素子を用いた三菱電機製に換装。1C8M制御から1C4M2群制御に変更。
- 主電動機を出力175 kW全閉形の三相誘導電動機に換装。
- 補助電源装置を東芝製の待機2重系260 kVA出力 静止形インバータ (SIV) に換装。
- ブレーキ受量器の改修。
- 19芯ジャンパ栓設置。
- M1車のパンタグラフをシングルアーム化、下り方に増設。
- 空調装置の換装。各車外側の2台がステンレスキセのもの（9000系同様）へ更新され、これに伴い内側の2台もカバーが独立したものへと変更された。
- 車外スピーカーの換装。
- 火災対策実施。
- 各号車にフリースペースを設置（Tc1・M1の上り方とTc2・M2の下り方でいずれも山側。車外表記は変更なし）、既存の車椅子スペースを含めて隣接する側窓をスモークガラスに変更。このうちM1の3両は車椅子スペースとして対話式非常通報器の準備工事も実施。
- 7人掛け座席中央の仕切を撤去し、カーブを描く握り棒を新設。
- 化粧板・床敷物・カーテン・座席モケットの変更。
- 沓摺に黄色の警戒帯を貼付（付随車にも実施）。

また後述の2編成を含め、改造された15両については事前に室内灯のLED化が行われていた。
出場した2003Fは田園都市線で試運転のみ実施したのち、2018年5月に再び長津田車両工場へ入場した。
編成表
|          | ← 押上・渋谷中央林間 → | ← 押上・渋谷中央林間 → | ← 押上・渋谷中央林間 → | ← 押上・渋谷中央林間 → | ← 押上・渋谷中央林間 → | ← 押上・渋谷中央林間 → | ← 押上・渋谷中央林間 → | ← 押上・渋谷中央林間 → | ← 押上・渋谷中央林間 → | ← 押上・渋谷中央林間 → | 入場       | 出場       |
| 号車     | 1                      | 2                      | 3                      | 4                      | 5                      | 6                      | 7                      | 8                      | 9                      | 10                     | 入場       | 出場       |
| パンタ   |                        |                        | ＜＞                   |                        |                        | ＜＞                   |                        |                        | ＜＞                   |                        | 入場       | 出場       |
| 形式     | クハ2000 （Tc2）       | デハ2250 （M2）        | デハ2200 （M1）        | サハ2700 （T2）        | デハ2350 （M2）        | デハ2300 （M1）        | サハ2800 （T1）        | デハ2450 （M2）        | デハ2400 （M1）        | クハ2100 （Tc1）       | 入場       | 出場       |
| 車内設備 | 女性専用車フ           | 弱冷房車フ             | ♿︎                     |                        | フ                     | フ                     |                        | フ                     | ♿︎                     | 女性専用車フ           | 入場       | 出場       |
| 搭載機器 |                        | SIV,CP,BT2             | VVVF2                  |                        | SIV,CP,BT1             | VVVF2                  | CP                     | SIV,CP,BT2             | VVVF2                  |                        | 入場       | 出場       |
| 車号     | 2003                   | 2253                   | 2203                   | 2703                   | 2353                   | 2303                   | 2803                   | 2453                   | 2403                   | 2103                   | 2017.05.10 | 2018.03.17 |

凡例
VVVF2：主制御器（1C4M2群）、SIV：補助電源装置（静止形インバータ）、CP：空気圧縮機、BT2：蓄電池（100V・24V）、BT1：蓄電池（24V）、＜＞：集電装置（シングルアームパンタグラフ）、♿︎：既存の車椅子スペース（山側）、フ：新設したフリースペース（山側）

### 5両編成化
再び入場した2003Fは同2018年9月に5両編成の大井町線仕様となって出場した。以前に改造を施工した8両のうち、上り方先頭車と下り方4両を用いており、後述の9020系とは2号車の搭載機器が異なる。

5両編成化にあたりクハ2000形に蓄電池、クハ2100形にCPをそれぞれ新設したほか、非常通報器を対話式に変更するとともに4号車の車椅子スペース部へ増設している。これに加えて列車無線のデジタル対応化等もあり、運転台にも変化がみられる。

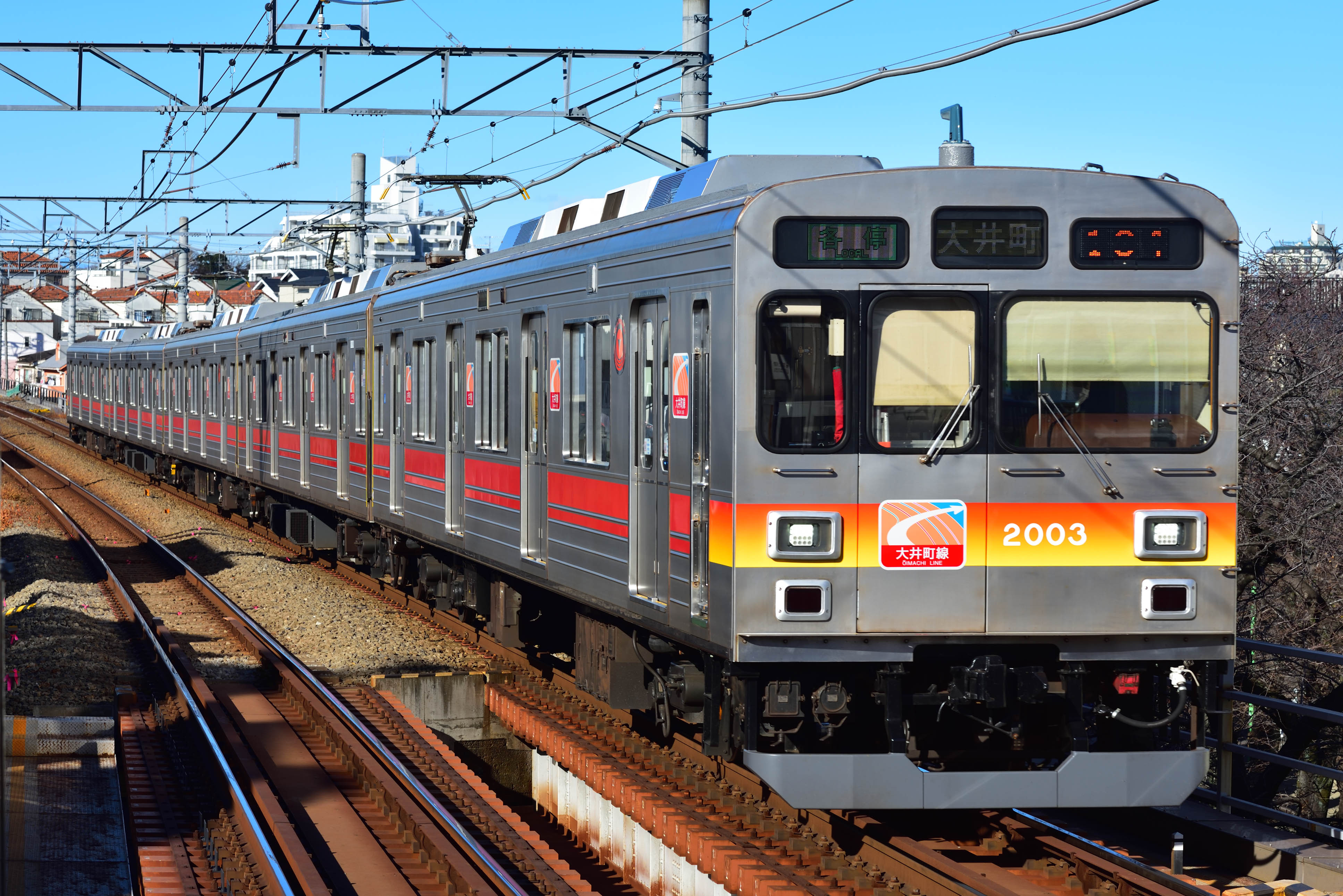
大井町線に転属した2000系2003F
（2018年12月30日 緑が丘駅）

同編成は11月16日より大井町線で営業運転を開始したが、2019年2月1日を最後に運用を終了、同日に長津田車両工場へ入場し9020系へと改造された。
編成表
|            | ← 大井町二子玉川・溝の口・鷺沼 → | ← 大井町二子玉川・溝の口・鷺沼 → | ← 大井町二子玉川・溝の口・鷺沼 → | ← 大井町二子玉川・溝の口・鷺沼 → | ← 大井町二子玉川・溝の口・鷺沼 → | 入場       | 竣工・ 転属 |
| 号車       | 1                                | 2                                | 3                                | 4                                | 5                                | 入場       | 竣工・ 転属 |
| パンタ     |                                  | ＜＞                             |                                  | ＜＞                             |                                  | 入場       | 竣工・ 転属 |
| 形式・車種 | クハ2000 （Tc2）                 | デハ2300 （M）                   | デハ2450 （M2）                  | デハ2400 （M1）                  | クハ2100 （Tc1）                 | 入場       | 竣工・ 転属 |
| 車内設備   | フ                               | 弱冷房車 フ                      | フ                               | ♿︎                               | フ                               | 入場       | 竣工・ 転属 |
| 搭載機器   | BT2                              | VVVF2                            | SIV,CP,BT2                       | VVVF2                            | CP                               | 入場       | 竣工・ 転属 |
| 車号       | 2003                             | 2303                             | 2453                             | 2403                             | 2103                             | 2018.05.24 | 2018.09.21  |

凡例
VVVF2：主制御器（1C4M2群）、SIV：補助電源装置（静止形インバータ）、CP：空気圧縮機、BT2：蓄電池（100V・24V）、＜＞：集電装置（シングルアームパンタグラフ）、♿︎：車椅子スペース（山側）、フ：フリースペース（山側）

## 9020系
大井町線向けに2000系を改造・編成組替えを行い誕生した形式で、2019年（平成31年）2月11日に9022Fが営業運転を開始した。前述の2003Fのうち8両のほか、2001Fのうち2両、2002Fのうち5両にそれぞれ2003Fと同様の改造を施工、これらを用いて組替えが行われた。全車両が改番され、中間車のみ5000系以降に準じた付番方式となった。中間車は2号車(M)が元2002FのM1、3号車(M2)・4号車(M1)が元2003FのM2・M1で揃えられている。
最初に入場した2002Fは先頭車とM1に改造を施工し、M1は3両とも単独デハ(M)に変更された。ここからデハ2302・デハ2402を抜き取った上で、もと2003Fのデハ2253・デハ2203を組み込んで9022Fを組成し、最初に出場した。
2番目に入場した2001Fは先頭車のみ改造を施工し、もと2002Fのデハ2402、もと2003Fのデハ2353・デハ2303を組み込んで9021Fを組成し、最後に出場した。デハ2353→デハ9321は蓄電池を取り替えている。
改造済の2003Fも2号車の搭載機器が異なることから再度入場し、デハ2303を抜き取ってデハ2302を組み込み9023Fを組成し、2番目に出場した。
なお、改造対象から外れた15両は2018年夏から秋にかけて廃車となり、同年内に全車陸送・解体された。
本系列の形式名は東急電鉄公式サイト内「安全報告書2019」においては「9020系」の表記が見られる。また2020年（令和2年）11月に発行された「東急電鉄完全ガイド」（ネコ・パブリッシング）のコーナー「現行車両14形式全方位ガイド」のP48-52では「9020系」と表記されている。

### 編成表 (9020系)
|          | ← 大井町二子玉川・溝の口・鷺沼 → | ← 大井町二子玉川・溝の口・鷺沼 → | ← 大井町二子玉川・溝の口・鷺沼 → | ← 大井町二子玉川・溝の口・鷺沼 → | ← 大井町二子玉川・溝の口・鷺沼 → | 入場       | 竣工 （車号変更） | 備考                                                                                              |
| 号車     | 1                                | 2                                | 3                                | 4                                | 5                                | 入場       | 竣工 （車号変更） | 備考                                                                                              |
| パンタ   |                                  | ＜                               |                                  | ＜＞                             |                                  | 入場       | 竣工 （車号変更） | 備考                                                                                              |
| 形式     | クハ9020 （Tc2）                 | デハ9220 （M）                   | デハ9320 （M2）                  | デハ9420 （M1）                  | クハ9120 （Tc1）                 | 入場       | 竣工 （車号変更） | 備考                                                                                              |
| 車内設備 | フ                               | 弱冷房車 フ                      | フ                               | ♿︎                               | フ                               | 入場       | 竣工 （車号変更） | 備考                                                                                              |
| 搭載機器 | BT2                              | VVVF1                            | SIV,CP,BT2                       | VVVF2                            | CP                               | 入場       | 竣工 （車号変更） | 備考                                                                                              |
| 車号     | 9021 （2001）                    | 9221 （2402）                    | 9321 （2353）                    | 9421 （2303）                    | 9121 （2101）                    | 2018.10.03 | 2019.03.22        | 4号車の(元)デハ2303は、2003Fの2号車としての大井町線運用実績あり。                                 |
| 車号     | 9022 （2002）                    | 9222 （2202）                    | 9322 （2253）                    | 9422 （2203）                    | 9122 （2102）                    | 2018.07.13 | 2019.02.10        |                                                                                                   |
| 車号     | 9023 （2003）                    | 9223 （2302）                    | 9323 （2453）                    | 9423 （2403）                    | 9123 （2103）                    | 2019.02.01 | 2019.02.14        | 2003Fとしての5両編成では2号車がデハ2303であったが、9020系化に際して(元)デハ2302に差し替えられた。 |

凡例
VVVF2：主制御器（1C4M2群）、VVVF1：主制御器（1C4M）、SIV：補助電源装置（静止形インバータ）、CP：空気圧縮機、BT2：蓄電池（100V・24V）、＜＞：シングルアームパンタグラフ

## 運用
10両編成（田園都市線・運用終了）
長津田検車区に配置され、1992年（平成4年）3月（日付は諸説あり）に営業運転を開始、田園都市線から東京メトロ半蔵門線への直通運用に使用されていた。当初は8500系、また後に登場した5000系などと共通運用であった。2003年3月から田園都市線では東武線への直通運転が開始され、多くの車両は東武線への乗り入れに対応することとなったが、8500系や5000系と比べ本数が極端に少ない本系列は乗務員教習等の手間により東武線乗り入れ編成から除外された。このため、識別するために前面非常扉の窓に「K」のマークを貼付しており（いわゆる「サークルK」）、また営業運転区間は最大でも中央林間駅から半蔵門線押上駅までであった。2020系の導入により、2018年10月3日の2002Fを最後に運用を終了した。
8両編成（東横線・運用終了）
2003Fのみ8両編成で落成し、1993年（平成5年）2月3日より東横線に暫定投入された。同年11月1日を最後に東横線での運用を終了し同日中に長津田検車区へ回送され、翌日付で田園都市線に転属している。その後中間車2両を組み込んで10両編成化し、以後は他の編成と同じく田園都市線での運用となった。
5両編成（大井町線）
2018年度に大井町線への転用が行われた。同線では各停運用に使用されている。2018年11月16日から翌年2月1日まで、改造・編成短縮済の2003Fが営業運転を行った。またこれと並行して残る2編成にもほぼ同様の改造を実施、その後全3編成で編成組替えを実施し、9020系（9021F - 9023F）に改められた。同系列は2月11日の9022Fを皮切りに3月末までに全編成が営業運転を開始している。余剰となった中間車15両はいずれも廃車・解体された。

## 今後の予定
本系列は9000系とともに、6020系（5両編成18本）による置き換えと西武鉄道への譲渡が公表されている。西武鉄道への譲渡後については同社で「サステナ車両」として支線系に導入するものとされている。西武での形式は未定。